# Нижний Любаж
Ни́жний Люба́ж — деревня в Фатежском районе Курской области. Входит в состав Верхнелюбажского сельсовета.

## География
Расположена в 13 км к северу от Фатежа на реке Любаж, недалеко от места её впадения в реку Желень. Высота над уровнем моря — 187 м. С северо-востока деревня ограничена балкой Орлов Лог, которая отделяет её от деревни Средний Любаж.
Климат
Нижний Любаж, как и весь район, расположен в поясе умеренно континентального климата с тёплым летом и относительно тёплой зимой (Dfb в классификации Кёппена).
Часовой пояс
Деревня Нижний Любаж, как и вся Курская область, находится в часовой зоне МСК (московское время). Смещение применяемого времени относительно UTC составляет +3:00.

## История
В середине XIX века деревня была административным центром казённой Нижнелюбажской волости Фатежского уезда, созданной для управления однодворцами.
Во время Гражданской войны, в ходе Орловско-Кромского сражения, 10 ноября 1919 года 7-й и 9-й полки 3-й латышской бригады начали наступление на позиции белой армии и после штыкового боя заняли Нижний Любаж и соседние деревни. При этом была полностью уничтожена 1 белогвардейская рота.

## Население
| 1979 | 2002 | 2010 |
| ---- | ---- | ---- |
| 335  | ↘168 | ↘112 |

## Инфраструктура
Личное подсобное хозяйство. В деревне 87 домов.

## Транспорт
Нижний Любаж находится в 3 км от автодороги федерального значения М2 «Крым» как часть европейского маршрута E 105, в 90 км от автодороги М3 «Украина» как часть европейского маршрута E 101, в 28 км от автодороги А142 (Тросна — М-3 «Украина») как часть европейского маршрута E 93, в 4 км от автодороги регионального значения 38К-002 (Верхний Любаж — Поныри), в 10 км от автодороги 38К-038 (Фатеж — Дмитриев), в 22,5 км от автодороги 38К-035 (А-142 — 38К-038), в 3 км от автодороги 38К-011 (М-2 «Крым» — Игино — Троицкое — 38К-035), в 3 км от автодороги межмуниципального значения 38Н-747 (М-2 «Крым» — Жердево), в 24,5 км от ближайшего ж/д остановочного пункта 34 км (линия Арбузово — Лужки-Орловские).
В 180 км от аэропорта имени В. Г. Шухова (недалеко от Белгорода).